# Julius Dorpmüller
Julius Heinrich Dorpmüller (ur. 24 lipca 1869 w Elberfeld (obecnie dzielnica Wuppertalu), zm. 5 lipca 1945 w Malente) – dyrektor generalny Deutsche Reichsbahn w latach 1926–1945 oraz minister transportu Niemiec w latach 1937–1945, od 1933 także przewodniczący Zarządu Autostrad Rzeszy.

## Życiorys
Był synem inżyniera projektanta kolei. W latach 1889–1893 studiował konstrukcję kolei oraz dróg. Po ukończeniu uczelni w 1898 r. Dorpmüller pracował w pruskiej państwowej administracji kolejowej. W 1907 r. zrezygnował z kierownictwa w biurze technicznym i przeniósł się do pracy nad koleją w Szantung. W 1908 został głównym inżynierem niemieckiego odcinka nowej chińskiej kolei państwowej Tianjin – Pukou. Z powodu wypowiedzenia Niemcom wojny przez Chiny, wrócił do ojczyzny w 1918 r., przemierzając po drodze Mandżurię, Syberię oraz Rosję. Uczestniczył w zarządzaniu kolejami transkaukaskimi. W 1919 r. został szefem wydziału Eisenbahndirektion Stettin. W okresie 1922 do 30 września 1924 pełnił funkcję prezydenta Reichsbahndirektion Oppeln, natomiast w okresie od 1 października 1924 do 1925 był prezydentem Reichsbahndirektion Essen. Ze względu na znaczne doświadczenie w obsłudze kolei lekkich, Dorpmüller był konsultantem przy planie Dawesa.
W 1925 r. rada nadzorcza Deutsche Reichsbahn-Gesellschaft stworzyła stanowisko stałego przedstawiciela generalnego dyrektora (ständiger Vertreter des Generaldirektors) ze względu na poważną chorobę głównego zarządcy, Rudolfa Oesera. Dorpmüller objął to stanowisko 3 lipca 1925. W grudniu 1925 Technische Hochschule Aachen w Akwizgranie (obecnie RWTH Aachen) w uznaniu zasług uhonorował go doktoratem w dziedzinie inżynierii. 3 czerwca 1926, w dniu śmierci Rudolfa Oesera, Dorpmüller został wybrany przez radę nadzorczą na stanowisko generalnego dyrektora. 18 października 1926 jego nominację zatwierdził prezydent Paul von Hindenburg.
2 lutego 1937 Dorpmüller otrzymał urząd ministra transportu. 11 lipca 1939 ustanowiono Reichsbahngesetz („ustawa o Reichsbahn”). Jednocześnie zatwierdzono obsadzenie Dorpmüllera na stanowiskach ministra transportu i generalnego dyrektora Deutsche Reichsbahn-Gesellschaft. Utrzymał stanowisko w ministerstwie aż do powołania rządu we Flensburgu w 1945 r.
Po wojnie Brytyjczycy poprosili Dorpmüllera o kierowanie odbudową niemieckich kolei.
Wraz ze swoim zastępcą, Albertem Ganzenmüllerem, udał się on w podróż lotniczą do Chesnay w Paryżu, gdzie wziął udział w negocjacjach związanych z reorganizacją niemieckiego transportu. Amerykański generał Carl Gray doradzał Dwightowi Eisenhowerowi pozostawienie Dorpmüllera na stanowisku ministra. Gray motywował swoją rekomendację wybitną wiedzą fachową Dorpmüllera oraz doniesieniami tajnych służb, które stwierdziły, że Dorpmüller nie należał nigdy do aktywistów ani sympatyków ruchu nazistowskiego.
Dorpmüller powrócił do Malente 13 czerwca 1945 i stamtąd udzielał rad odnośnie do odbudowy kolei. Pracę utrudniała mu poważna choroba – cierpiał na raka. 23 czerwca 1945 Dorpmüller przeszedł operację. Okazało się, że jego układ pokarmowy jest poważnie uszkodzony i że jego życie dobiega końca. Niemniej jednak w dalszym ciągu uczestniczył w oficjalnych spotkaniach.
Dorpmüller zmarł 5 lipca 1945. Został pochowany w Malente.

## Po śmierci
Według pisma, który w październiku 1949 komisja denazyfikacyjna w Lubece przekazała siostrze Dorpmüllera, Marii, został on zakwalifikowany do V kategorii („Entlasteter“).
Na liście honorowej uniwersytetu w Akwizgranie z 1995 r. był on wymieniony jako doktor honoris causa (1925) oraz honorowy senator (1939), jednak bez dalszych szczegółów.
W Muzeum Transportu w Norymberdze (Verkehrsmuseum Nürnberg) oraz w „Hali Dorpmüllera” na głównej stacji kolejowej w Hanowerze znajdowały się popiersia Dorpmüllera. Usunięto je w 1985 r. w związku z przygotowaniami do obchodów 150 rocznicy budowy kolei w Niemczech. W Bundesbahndirektion Essen znajdował się niegdyś „Dorpmüllerzimmer”. W 1985 r. przemianowano go na „Kleiner Sitzungssaal” („mała sala konferencyjna”). Przechowywane tam popiersie byłego ministra również zostało usunięte.
Ulice w Wuppertalu, Minden i Hameln, nazwane imieniem Dorpmüllera także stopniowo przemianowano.

## Tytuły i odznaczenia
- 1925 – doktorat inżynierii Technische Hochschule Aachen
- 1934 – złoty medal Pruskiej Akademii Przemysłu Budowlanego
- 1939 – Orzeł Rzeszy Niemieckiej